# Mull of Kintyre
|  | Aquest article tracta sobre el cap escocès. Si cerqueu la cançó de Paul McCartney, vegeu «Mull of Kintyre (cançó)». |

El Mull of Kintyre (en gaèlic escocès Maol Chinn Tìre [mɯːl̪ˠ çiɲˈtʲʰiːɾʲə], promontori de Cantyre), és la punta extrema meridional de la península de Kintyre, a sud-oest d'Escòcia. El seu nom és una anglificació de l'original goidèlic Maol Ceanntìre. A la zona hi ha un històric far, i la seva fama s'ha estès enormement des que el 1977 l'ex Beatle Paul McCartney amb la seva banda Wings, li dediquessin la cançó homònima en el seu honor.

## Geografia
El Mull of Kintyre es troba a l'extrem sud de la península del mateix nom, per la qual cosa és un punt de pas i de vigilància important. Aquesta península està entre la mar de les illes Hèbrides i el fiord de Clyde. Des d'aquest promontori es pot veure tant Ailsa Craig com la costa nord d'Irlanda.
Els estrets de Moyle, que formen part del canal del Nord, permeten navegar des del mar d'Irlanda a l'oceà Atlàntic. Al punt més proper, Irlanda està a només 20 km a través dels estrets, i és la menor distància entre aquesta illa i Gran Bretanya.
Les vores costerudes i elevades de la costa de Kintyre el converteixen en un perill per a l'aviació, especialment per aeroplans petits. A la costa del Mull s'hi poden veure les restes de diversos aparells estrellats durant la Segona Guerra Mundial.

## Història
El Mull, per la seva ubicació estratègica, ha estat un important pont d'unió al llarg de la història. Es creu que va ser emprat ja pels primers europeus que van creuar a Irlanda. En èpoques més properes, va ser utilitzat pels escots quan van viatjar des d'Irlanda per establir el regne Dalriada a la zona de l'actual Dál Riata.
El far del Mull of Kintyre va ser el segon construït per ordre de la Northern Lighthouse Board. Va ser dissenyat i construït per l'enginyer Thomas Smith, i es va completar en 1788. Aquest far va haver de ser reconstruït en els anys 1820, es va convertir en elèctric el 1976 i es va automatitzar el 1996. L'antiga casa del faroner és avui un local turístic regentat per la National Trust for Scotland.

## El termemull
El nom Mull ve del goidèlic Maol, i designa un turó rodó, un cim o una muntanya sense arbres (figuradament també s'emprava per referir-se al front o a un cap calb). Com a adjectiu, la paraula designa una cosa que està nua o pelada. A Escòcia és emprat més comunament al sud-oest de país, on s'utilitza per referir-se a golfs o promontoris i, més específicament, a l'extrem d'una península. A més del de Kintyre, hi ha altres mulls a Escòcia, com ara el Mull of Galloway, el Mull of Oa (a Islay), el Mull of Cara (al sud de l'illa de Cara), el Mull of Logan (als Rhins of Galloway) o el Mull Head (a les Òrcades).
El nom de l'illa de Mull, a les Hèbrides Interiors, sembla tenir una derivació pregaèlica diferent.